# 其美仁增
其美仁增（藏語：འཆི་མེད་རིག་འཛིན，威利转写：vchi med rig 'dzin；1958年12月—），男，藏族，西藏墨竹工卡縣人，中国共产党及中华人民共和国官员。

## 生平
1974年11月，其美仁增入西藏農牧學院牧醫係獸醫專業學習。1980年7月毕业后，被分配到西藏自治區經計委物資局任职。1981年1月，调到西藏自治區農牧廳畜牧處（局）任职。1984年1月起，历任西藏自治區農牧廳畜牧處（局）畜牧科副科長、科長。1989年5月，升任西藏自治區農牧林業委員會副局長，任至1996年10月。其間，从1992年8月到1992年11月，在西藏自治區黨委黨校縣處級幹部培訓班學習；1993年9月到1994年7月，在中央黨校培訓部西藏班學習。1996年10月，出任西藏自治區農牧廳畜牧畜醫處處長。
1998年5月，调任西藏自治區昌都地區行政公署副專員。其間，2005年7月至2005年12月，在國家審計署農業資源與環保審計司挂職鍛鍊，担任副司長。2006年9月，出任西藏自治區統計局黨組書記、副局長，任至2008年1月。其間，2007年9月至2010年7月，在中央黨校研究生院經濟學（經濟管理）專業學習。2008年1月，任西藏自治區統計局和國家統計局西藏調查總隊黨組書記、副局長（正廳級）。
2009年1月，改任西藏自治區交通廳黨委書記、副廳長。2009年10月，任西藏自治區交通運輸廳黨委書記、副廳長。2011年1月起，担任中共山南地委書記。其间，2011年4月至2012年1月，兼任西藏自治區人大常委會山南地區工作委員會主任。
2015年5月，任西藏自治区人民政府副主席。2018年1月，改任西藏自治区人大常委会副主任。2022年1月，卸任自治区人大常委会副主任职务。